# Aristida minutiflora
Aristida minutiflora är en gräsart som beskrevs av José Aristida Alfredo Caro. Aristida minutiflora ingår i släktet Aristida och familjen gräs. Inga underarter finns listade i Catalogue of Life.